# Технический музей (Загреб)
Загребский технический музей «Никола Тесла» (хорв. Tehnički muzej «Nikola Tesla» u Zagrebu) — городской музей технологий в столице Хорватии Загребе, экспонирующий большое количество образцов достижений человеческой мысли и изобретательности в области технологий, в том числе многочисленные исторические самолёты, автомобили, машины и оборудование. Заведение является не только познавательной выставкой, но и современным научно-исследовательским центром.

## Общая информация
Технический музей Загреба расположен в большом приспособленном помещении; общая площадь музея — 44 000 м ², из них 14 000 м ² под крышей.
Музей имеет много отделов:
- планетарий[3], которым руководит известный хорватский астроном Анте Радонич
- апиариум, есть пасека[3];
- «Шахта» — модель горнодобывающей шахты длиной 300м[3];
- кабинет Николы Теслы[3] и другие.

В музее, под руководством инженера-машиностроителя Давора Фулановича работают 34 человека, с помощью которых регулярно ведётся организация образовательных, учебных, информационных и периодических выставок, лекций и дискуссий по научно-популярным темам, игровых комнат и творческих мастерских.

## История

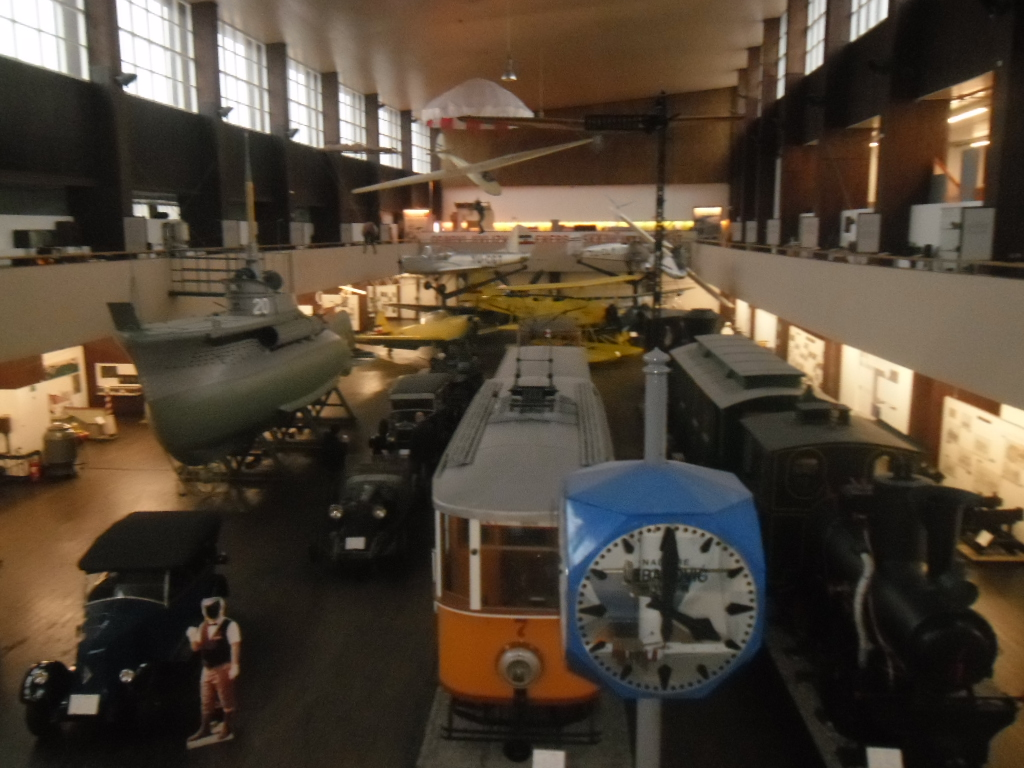
Технический музей

Концепция технического музея в Загребе не расходится с общемировой — это музейный комплекс науки и техники широкого профиля, а не специализированный технический музей, покрывающий лишь конкретную отрасль техники.
Идея создания в Хорватии подобного музея относится к концу XIX века, когда в Загребе существовал Торгово-ремесленный музей (хорв. Trgovačko-obrtnički muzej), но настоящая история Загребского технического музея началась 21 декабря 1954 года, когда было принято решение о его создании.
Идейным создателем музея был университетский профессор, д-р технических наук Божо Тежак, впоследствии долгое время занимавший пост президента Совета музея, а первым директором был Предраг Грденич. В 1959 году музей был размещён в спроектированном Марияном Хаберле в 1948 году комплексе зданий по адресу ул. Савская, 18, изначально построенного для нужд Загребского хора.
Первые отделы Технического музея — преобразования энергии, транспорта и горного дела были открыты для широкой публики в 1963 году. Затем начали работу отделы добычи нефти (1964) и космонавтики с планетарием (1965), демонстрационный кабинет Николы Теслы (1976), экспозиция «Основы сельского хозяйства» (1981) и отдел противопожарной безопасности (1992).
Постоянная экспозиция музея в последние годы обогатилась и другим содержанием — например, скульптурной аллеей портретов выдающихся хорватских ученых в области технологий (1993). Отделы, посвященные сельскому хозяйству, горнодобывающей промышленности, геологии и нефти, были расширены в 1994 году, в частности в первый была добавлена научная пасека (апиариум), а отдел преобразования энергии пополнился коллекцией устройств выработки тепловой энергии (1999). В 2006 году был полностью восстановлен демонстрационный зал Николы Теслы.